# Поцо ла Кјанка-Саламина-Дифеза (Бриндизи)
Поцо ла Кјанка-Саламина-Дифеза (итал. Pozzo la Chianca-Salamina-Difesa) је насеље у Италији у округу Бриндизи, региону Апулија.
Према процени из 2011. у насељу је живело 64 становника. Насеље се налази на надморској висини од 350 м.